# جزر مياوداو
جزر مياوداو (بالصينية: 庙岛群岛) أو جزر تشانغشان (بالصينية: 長山列島) جزر صينية تقع في مقاطعة شاندونغ وتُشكل مدخل بحر بوهاي ومنتشرة فوق مضيق بوهاي وملتقى بحر بوهاى والبحر الاصفر. تتكون من جزر تشانغشان وداتشين وهوانغتشنغ و 30 جزيرة أخرى. مجموعة الجزر هذه قاعدة هامة للثروة السمكية في المنطقة البحرية الشمالية.